# Emilin (województwo lubelskie)
Emilin – wieś w Polsce położona w województwie lubelskim, w powiecie lubelskim, w gminie Zakrzew.
W latach 1975–1998 miejscowość należała administracyjnie do województwa zamojskiego.